# Die4U
Die4U (estilizado como "DiE4u") es una canción de la banda de rock británica Bring Me the Horizon. Fue producida por BloodPop y Evil Twin, fue lanzada como el sencillo principal de su séptimo álbum Post Human: Nex Gen, el 16 de septiembre de 2021. La canción alcanzó el puesto 33 en la lista Billboard Mainstream Rock Songs en octubre de 2021.

## Lanzamiento y promoción
El 2 de septiembre de 2021, la banda se burló de la nueva canción en sus plataformas de redes sociales en la que estaban trabajando junto con avances crípticos hasta que anunciaron formalmente el lanzamiento del recién titulado "Die4U" para el 16 de septiembre de 2021. Además de esto, estaban promocionando y invitando a sus fans a unirse al "Club H3llh0le" para la misma fecha, que luego se revelaría como un adelanto del video musical. El día del lanzamiento del sencillo, la canción hizo su debut mundial en el programa Future Sounds de BBC Radio 1 con Clara Amfo, donde "Die4U" fue el disco más candente del día.

## Video musical
El video musical de "Die4U" fue lanzado poco después de que el sencillo se transmitiera inicialmente. Fue dirigida por el propio Sykes, fue filmada en un almacén abandonado en Kiev, Ucrania, que se renovó para aparecer como un club nocturno para vampiros apodado como "Club Hellhole".

## Posicionamiento en lista
| Lista (2021)                                  | Mejor Posición |
| --------------------------------------------- | -------------- |
| Alemania (Germany Trending Singles)           | 10             |
| Australia Digital Tracks (ARIA)               | 27             |
| Estados Unidos (Hot Rock & Alternative Songs) | 23             |
| Estados Unidos (Rock & Alternative Airplay)   | 12             |
| Japón (Japan Hot Overseas)                    | 20             |
| Nueva Zelanda (Hot Singles) (RMNZ)            | 27             |
| Reino Unido (UK Singles Chart)                | 41             |
| Reino Unido (UK Rock & Metal)                 | 1              |

| Lista (2021)                         | Posición |
| ------------------------------------ | -------- |
| Estados Unidos (Hot Hard Rock Songs) | 48       |